# Cyclophora poraria
Cyclophora poraria là một loài bướm đêm trong họ Geometridae.